# Indokineski tigar
Indokineski tigar (Panthera tigris corbetti) je podvrsta tigra.

## Obilježja

### Građa tijela
Glava indokineskog tigra oblikovana je slično kao glava indijskog tigra. Mužjaci su, uključujući rep, dugi 255 do 275 cm, a ženke samo 230 do 255 cm. Težina mužjaka je između 150 i 190 kg a ženki oko 110 do 120 kg.

### Krzno
Osnovna boja krzna im je crvenkasta do oker smeđe. Bijelo obojeno područje na donjem dijelu tijela i oko očiju odgovaraju onom kako je kod indijskog tigra. Pruge su im općenito potpuno crne, mnogobrojne, kratke i uske. 

## Način života
Kao i drugi tigrovi, i indonezijski tigar je izraziti samotnjak. Područje na kojem živi mužjak je veće od onog na kojem živi ženka, a u dijelovima se preklapaju. Osim u vrijeme kad je ženka spremna za parenje, uzajamno se izbjegavaju. Mladunčad se rađa nakon 95 do 112 dana skotnosti. Rijetko se okoti samo jedno mladunče, ponekad se dogode i četvorke, no u prosjeku je broj mladunaca od dva do tri. U slobodnoj prirodi mu je životni vijek oko 15 godina, no ako se o njemu brinu ljudi, može doživjeti i više od 20 godina.

## Rasprostranjenost
Indokineski tigar, kao što mu i ime kaže, nastanjuje područje Indokine. Zadržava se u brdovitim do planinskim područjima, i kao i indijski tigar, ne izbjegava vodu. Procjenjuje se, da danas živi još oko 1.500 jedinki. Preživjeli su gotovo isključivo u Kambodži i Laosu, dok su u drugim državama ovog područja izumrli ili su pred izumiranjem.

## Prehrana
I ova podvrsta tigra je mesožder, poput ostalih tigrova. Lovi krupnu divljač, no u razdobljima nestašice, zadovoljava se i manjim sisavcima ili čak i kornjačama.